# Прощення немає
«Прощення немає» або «Кров невинних» (англ. Blood of the Innocent) — американо-польський бойовик 1995 року.

## Сюжет
Молодшого брата чиказького поліцейського Френка вбивають бандити. Офіційне слідство не дає результатів і Френк починає власне. Пошуки приводять його до Польщі де він виходить на ватажка російської мафії, а потім на доктора Лема, що займається незаконною торгівлею органами. Френк не обмежується помстою за брата і вступає в сутичку з мафією.

## У ролях
| Актор              | Роль              |
| ------------------ | ----------------- |
| Томас Єн Гріффіт   | Френк Вашарскі    |
| Джон Ріс-Девіс     | Шмуда             |
| Рутгер Гауер       | доктор Лем        |
| Артур Жмієвскі     | Марті             |
| Божена Шиманська   | Петті             |
| Єжи Карашкевіч     | Стен, бармен      |
| Цезарі Покс        | кур'єр            |
| Яцек Покс          | водій             |
| Олександр Висоцькі | обличчя зі шрамом |
| Ришард Рончевскі   | священик          |
| Джеррі Флінн       | агент ФБР Рід     |